# Zecca di Ostia
La zecca di Ostia fu una zecca romana con sede ad Ostia antica, nei pressi di Roma. La zecca fu fondata da Massenzio nel 308/309 o nel 311, con personale proveniente dalla zecca di Carthago (chiusa a seguito della soppressione della ribellione di Lucio Domizio Alessandro), e funzionò fino al 313, quando, a seguito della vittoria riportata sullo stesso Massenzio, l'imperatore Costantino I trasferì il personale alla nuova zecca di Arelate.
La zecca di Ostia era molto vicina alla zecca di Roma, ma le due zecche romane servivano province differenti. La zecca di Roma riforniva la penisola, sotto la giurisdizione del rationalis summarum urbis Romae, mentre la zecca di Ostia dovrebbe aver rifornito le Tres Provinciae (Sicilia, Sardegna e Corsica) sotto la giurisdizione del rationalis trium provinciarum, e forse anche l'Africa.